# Kshama Sawant

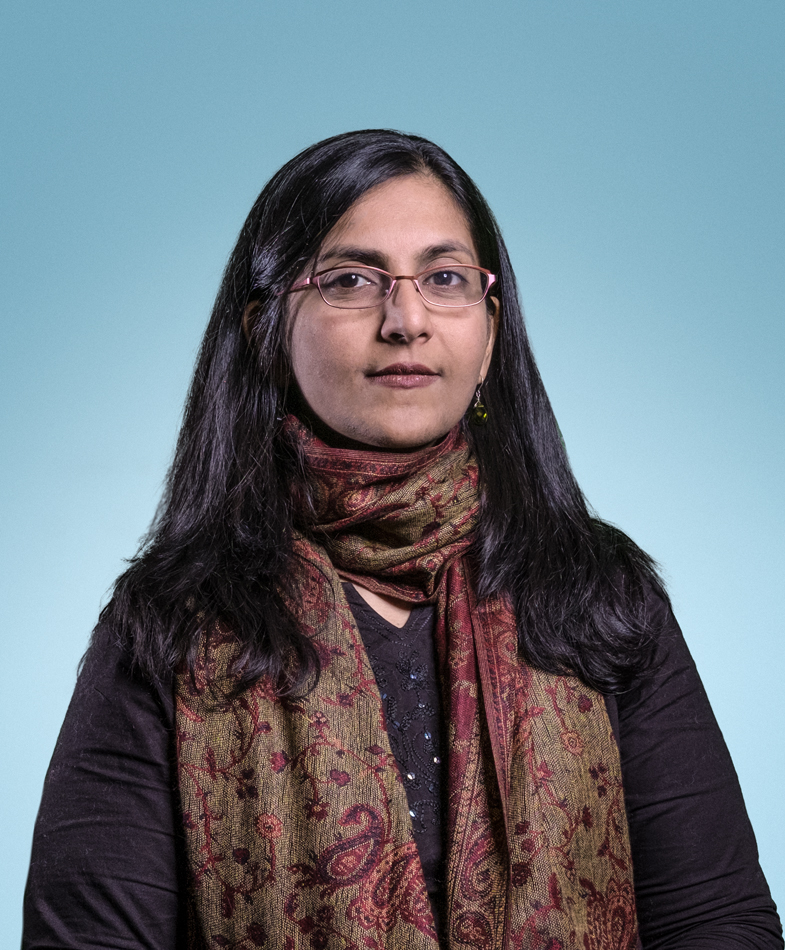
Kshama Sawant (2016)

Kshama Sawant (* 17. Oktober 1973 in Pune, Maharashtra) ist eine indischstämmige US-amerikanische Politikerin, die insbesondere aufgrund ihrer Aktivitäten und Abgeordnetentätigkeit für die Socialist Alternative (Vereinigte Staaten) bekannt ist.

## Werdegang
Sawant studierte Softwaretechnik an der University of Mumbai. Nachdem sie in die Vereinigten Staaten übergesiedelt war, um dort ihr IT-Studium zu vertiefen, entschied sie sich jedoch angesichts der sozialen Ungleichheit und Armut in den USA zum Wirtschaftswissenschaftsstudium. An der North Carolina State University legte sie ihren Ph.D. ab, anschließend lehrte sie an der Seattle University und der University of Washington Tacoma.
2012 kandidierte Sawant als Write-In-Kandidatin für das Repräsentantenhaus von Washington und trat gegen den amtierenden Parlamentspräsidenten Frank Chopp an. Mit 29 Prozent der Stimmen verlor sie zwar die Wahl, landete aber einen Achtungserfolg. Im folgenden Jahr kandidierte sie für den Stadtrat von Seattle und wurde mit weniger als einem Prozentpunkt Vorsprung gewählt. Sie machte es zu einer ihrer ersten Aufgaben, den Mindestlohn zu erhöhen. Im Mai 2014, knapp vier Monate nach ihrer Amtsaufnahme, verkündete Bürgermeister Ed Murray die Erhöhung des Mindestlohns auf 15 US-Dollar – was von Sawant als Erfolg ihrer Arbeit bezeichnet wurde. Bei den folgenden Wahlen 2015 und 2019 wurde sie jeweils wiedergewählt.
2019 sprach sich Sawant im Zuge der Vorwahlen für die US-Präsidentschaftswahl 2020 für Bernie Sanders aus. Im Dezember 2021 fand der Versuch statt, sie von ihrer Position als Stadtrat abzuberufen. Dies wurde mit einer angeblichen Hinterziehung von Finanzmitteln und der Beteiligung an Anti-Rassismus-Protesten begründet. Die Abberufung scheiterte jedoch knapp, da sich 50,4 Prozent der abgegebenen Stimmen für ihren Verbleib im Stadtrat aussprachen.